# 올림픽 우즈베키스탄 선수단
올림픽 우즈베키스탄 선수단은 우즈베키스탄을 대표하여 올림픽에 참가하는 선수단이다. 우즈베키스탄은 1994년 독립 국가로 올림픽에 처음 참가한 이후 매 대회마다 선수단을 파견해 왔다. 이전에는 우즈베키스탄 선수들이 1952년부터 1988년까지 올림픽에 소련 소속으로 출전했고, 소련이 해체된 뒤인 1992년에는 우즈베키스탄이 단일팀에 참가했다.
우즈베키스탄 선수들은 하계 올림픽에서 주로 레슬링과 복싱에서 총 26개의 메달을 획득했다. 우즈베키스탄은 동계 올림픽에서도 메달 1개를 획득했다. 우즈베키스탄 국가 올림픽 위원회는 1992년에 창설되었고, 1993년에 국제 올림픽 위원회의 승인을 받았다.

## 같이 보기
- 분류:우즈베키스탄의 올림픽 참가 선수

## 참고 자료
- (영어) “Uzbekistan”. SR/Olympic Sports. 2008년 12월 11일에 원본 문서에서 보존된 문서. 2011년 10월 30일에 확인함.